# Ernesto Ambrosini
Ernesto Ambrosini (ur. 29 września 1894 w Monzy, zm. 4 listopada 1951 tamże) – włoski lekkoatleta (średnio- i długodystansowiec), medalista olimpijski z 1920.
Zdobył brązowy medal w biegu na 3000 metrów z przeszkodami na igrzyskach olimpijskich w 1920 w Antwerpii za Brytyjczykiem Percym Hodge’em i Patrickiem Flynnem ze Stanów Zjednoczonych. Na tych samych igrzyskach startował również w biegu na 800 metrów, w którym odpadł w półfinale oraz w biegu na 3000 metrów drużynowo, w którym Włosi zajęli 5. miejsce.
Wystąpił również na igrzyskach olimpijskich w 1924 w Paryżu, gdzie odpadł w eliminacjach biegu na 3000 metrów z przeszkodami oraz biegu na 3000 metrów drużynowo.
Był mistrzem Włoch w biegu na 800 metrów w 1920, w biegu na 1500 metrów w 1920 i 1921, w biegu na 5000 metrów w 1922 i 1923, w biegu na 1200 metrów z przeszkodami w 1920, 1921 i 1922, w biegu na 3000 metrów z przeszkodami w 1923 i w biegu przełajowym na 9 kilometrów w 1922.
Rekord życiowy Ambrosiniego na 3000 metrów z przeszkodami wynosił 9:36,6 i został ustanowiony 9 czerwca 1923 w Paryżu.